# امیل دونچف
امیل دونچف (انگلیسی: Emil Donchev؛ زادهٔ ۱۲ آوریل ۱۹۸۸) بازیکن فوتبال اهل بلغارستان است.